# انجمن تهیه‌کنندگان آمریکا

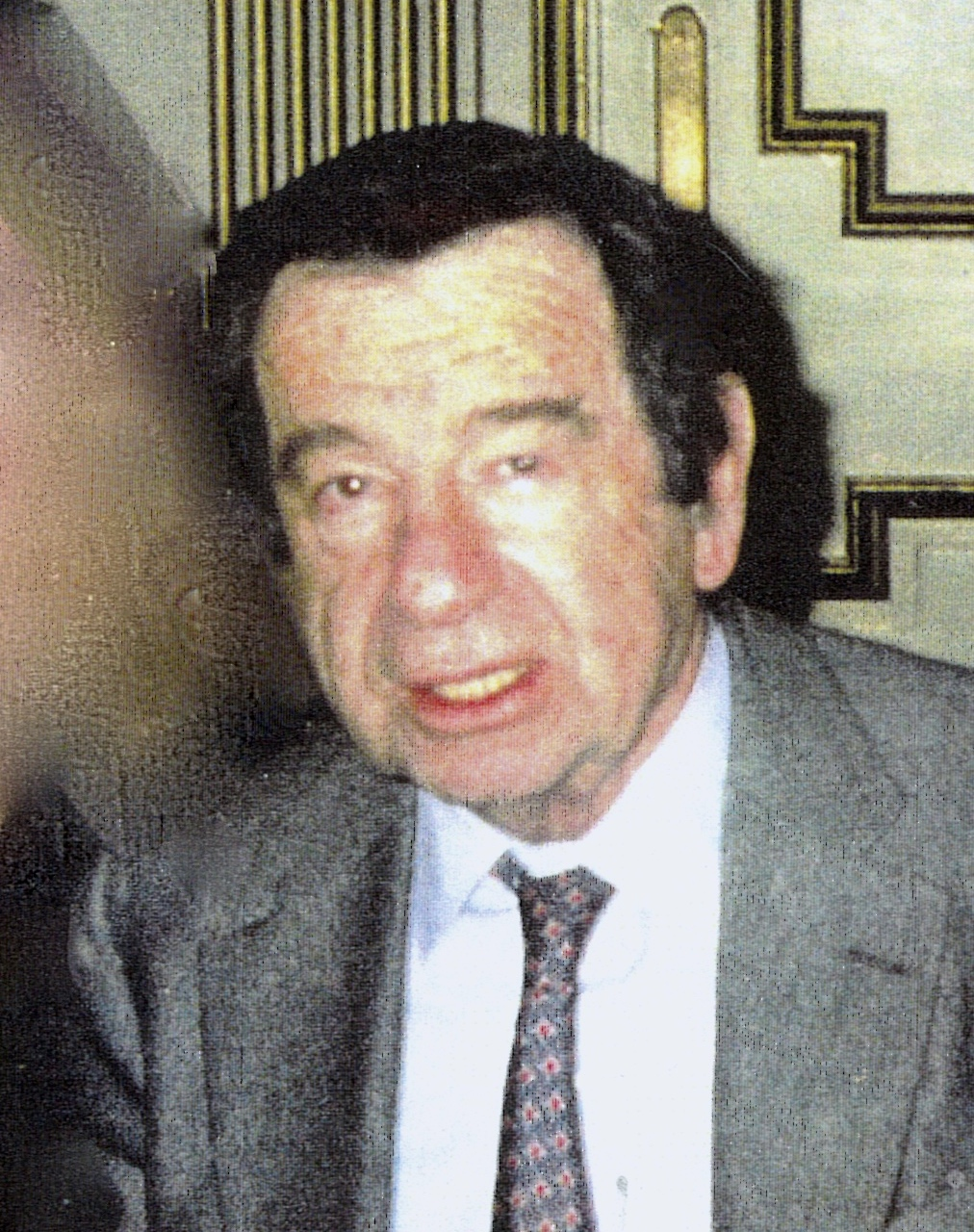
این یک عکس از والتر ماتائو در یکی از اولین جوایز گلدن لورل انجمن تولیدکنندگان آمریکا در هتل بورلی ویلشر در اوایل دهه 1990 گرفته شده است.

انجمن تهیه‌کنندگان آمریکا (به انگلیسی: Producers Guild of America) سازمانی تجاری است که نمایندهٔ تهیه‌کنندگان تلویزیونی، فیلمسازها و تهیه‌کنندگان رسانه‌های جدید در آمریکا است. این انجمن ۴٬۷۰۰ عضو از سراسر جهان دارد و جایزه‌ای را به همین نام به تهیه‌کنندگان اهدا می‌کند.